# Hui Liangyu
Hui Liangyu, född 1944, är en kommunistisk kinesisk politiker. 2003 blev han utnämnd till vice premiärminister med ansvar för jordbruk och 2002-12 var han ledamot av politbyrån i Kinas kommunistiska parti. Hui Liangyu är huikines och var därmed den ende ledamoten i politbyrån som tillhörde en etnisk minoritet under sin mandatperiod.
Hui Liangyu är utbildad till lantbruksekonom och tog sin examen vid lantbrukshögskolan i Jilin 1964, varefter han arbetade på en jordbruksbyrå i hemstaden Yushu, som ingår i Changchun. Under kulturrevolutionen sändes han till en sjunde maj-kaderskola för att omskolas, men återvände till sitt arbete 1969.
1977 tog hans karriär snabbt fart och han utnämndes till en rad viktiga positioner i hemprovinsen. Han var vice guvernör i Jilin 1987-1990. Därefter lämnade han sin provins och tjänstgjorde han som ordförande i folkets politiska rådgivande konferens i Hubei, 1993-1994, var sedan guvernör i Anhui 1994-1998,  partisekreterare i Anhui 1998-1999 och partisekreterare i Jiangsu 1999-2002. 2002 blev han invald i politbyrån och började arbeta för centralregeringen.